# Fermion Majorana

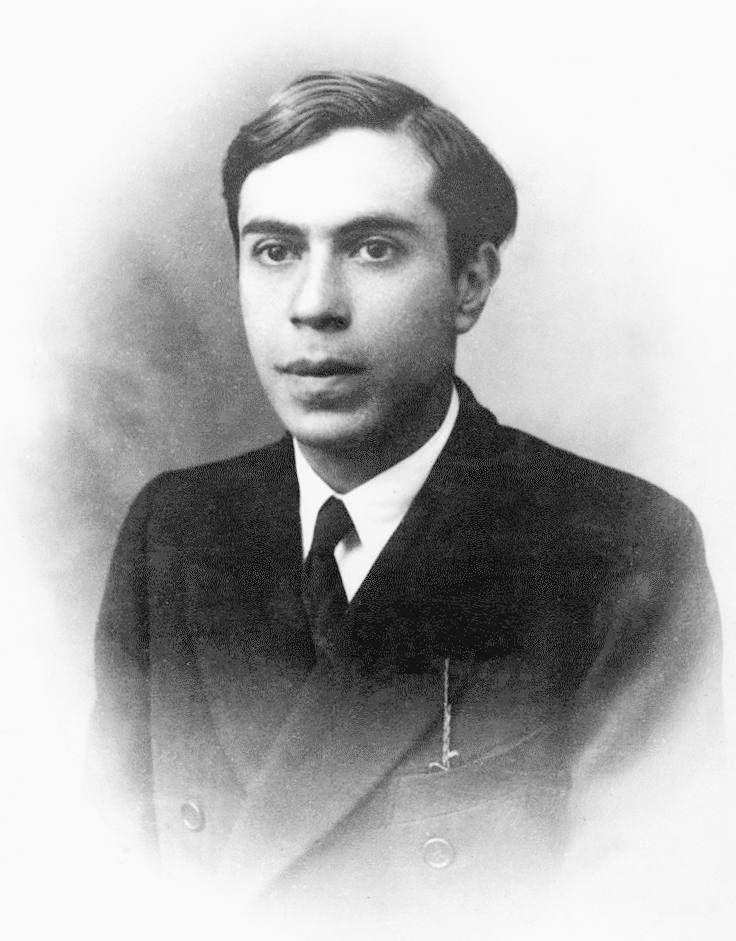
Ettore Majorana đưa ra giả thuyết về sự tồn tại của các fermion Majorana vào năm 1937

Fermion Majorana, còn được gọi hạt Majorana, là một fermion cũng là phản hạt của chính nó. Nó được miêu tả trong một giả thuyết của Ettore Majorana năm 1937. Người ta đôi khi coi nó là hạt đối lập của fermion Dirac, tức các fermion không phải là phản hạt của chính nó.
Tất cả những fermion theo mô hình chuẩn ngoại trừ neutrino hoạt động giống fermion Dirac với năng lượng thấp (sau sự phá vỡ đối xứng điện-yếu), nhưng bản chất của neutrino chưa rõ và nó có thể thuộc loại Dirac hoặc Majorana. Trong vật lý vật chất ngưng tụ, các fermion Majorana tồn tại dưới dạng kích thích chuẩn hạt trong các chất siêu dẫn và có thể được sử dụng để hình thành các trạng thái liên kết Majorana có thống kê không giao hoán (non-abelian statistics).